# BMW M30
BMW M30 — рядный шестицилиндровый двигатель, производства компании BMW. Выпускался объёмами 2.5, 2.8, 3.0, 3.2 и наиболее удачный — 3.4 литра.
Концерн BMW переманил Бернарда Освальда из компании Ford для разработки второго поколения шестицилиндровых двигателей в середине шестидесятых. Первыми были шестицилиндровые двигатели с семью опорами коленвала. Они использовались в новых седанах серии E3 в 1968 году. Была вновь применена успешная формула M10 — чугунный блок, алюминиевая головка с цепным приводом распредвала. После 1972 года разработки проходили под контролем Густава Едерера и именно тогда появилась первая модель с 4 клапанами — M88.

## M30B25
Двигатель M30B25 — это 2.5-литровая (2494 см³) версия двигателя M30. Мощность составляет 150 лошадиных сил при 5500 оборотах в минуту. Максимальный крутящий момент — 215 Нм при 4000 об/мин. Двигатель использует инжекторную систему питания L-Jetronic. Диаметр цилиндров 86 мм. Ход поршней — 71.6 мм. Степень сжатия — 9.6.
Устанавливался на:
- BMW E12 525
- BMW E28 525i
- BMW E23 725i (экспортная модель для стран с высоким налогом: Япония, Швеция, etc.)

## M30B28
Двигатель M30B28 — это 2.8-литровая (2788 см³) версия двигателя M30. Мощность составляет 184 лошадиные силы при 5800 оборотах в минуту. Максимальный крутящий момент — 240 Нм при 4200 об/мин. Двигатель использует инжекторную систему питания L-Jetronic. Диаметр цилиндров 86 мм. Ход поршней — 80 мм. Степень сжатия — 9.3.
Устанавливался на:
- BMW E24 628CSi (1979—1989)
- BMW E28 528i
- BMW E23 728i
- BMW E12 528i

## M30B30
Двигатель M30B30 — это 3.0-литровая (2986 см³) версия двигателя M30. Мощность составляет 188 лошадиных сил при 5800 оборотах в минуту. Максимальный крутящий момент — 260 Нм при 4000 об/мин. Двигатель использует инжекторную систему питания Motronic. Диаметр цилиндров 89 мм. Ход поршней — 80 мм. Степень сжатия — 9.0.
Устанавливался на:
- BMW E23 730
- BMW E24 630CS
- BMW E32 730i (1986—1994)
- BMW E34 530i (1988—1991)

## M30B32
Двигатель M30B32 — это 3.2-литровая (3210 см³) версия двигателя M30. Мощность составляет 200 лошадиных сил при 5000 оборотах в минуту. Максимальный крутящий момент — 285 Нм при 4300 об/мин. Двигатель использует инжекторную систему питания L-Jetronic. Диаметр цилиндров 89 мм. Ход поршней 86 — мм. Степень сжатия — 9.0.
Устанавливался на:
- BMW E23 733i, 732i
- BMW E24 633CSi

## M30B34
Двигатель M30B34 — это 3.4-литровая (3430 см³) версия двигателя M30. Мощность в различных версиях составляет от 185 до 220 лошадиных сил при 5400-5700 об/мин. Максимальный крутящий момент — 305—311 Нм при 4000 об/мин. Двигатель использует инжекторную систему питания Motronic. Диаметр цилиндров 92 мм. Ход поршней — 86 мм. Степень сжатия — 8.0 на катализаторной версии и 9.0 на бескатализаторной.
Устанавливался на:
- BMW E32 735i
- BMW E34 535i

## Турбомодификации
Также были турбомодификации данных двигателей. Это M102B32 и M106B34. Отличие от обычных версий было в поршнях (они были под СС 8.0:1 в версии M106B34 и 7.0:1 в версии M102B32), а также в блоках, были выполнены масляные форсунки для охлаждения поршней. Оба мотора имели мощность 252 л. с.
Устанавливался на:
- BMW E23 745i